# Мішель Салесс
Мішель Салесс (3 січня 1955 , Алжир ) — французький фехтувальник на шпагах, олімпійський чемпіон 1980 року, срібний призер Олімпійських ігор 1984 року, чемпіон світу.

## Виступи на Олімпіадах
| Олімпіада         | Дисципліна     | Місце |
| ----------------- | -------------- | ----- |
| Москва 1980       | командна шпага | 1     |
| Лос-Анджелес 1984 | командна шпага | 2     |